# Choeromorpha vivesi
Choeromorpha vivesi es una especie de escarabajo longicornio de la subfamilia Lamiinae. Fue descrita científicamente por Breuning en 1978.
Se distribuye por Malasia. Posee una longitud corporal de 19 milímetros. El período de vuelo de esta especie ocurre en el mes de marzo.